# 排浦镇
排浦镇，是中华人民共和国海南省儋州市下辖的一个乡镇级行政单位。

## 行政区划
排浦镇下辖以下地区：
排浦社区、禾丰村、沙沟村、南华村、昌王村、瓜兰村、黑石村和春花村。